# Rowley (Massachusetts)
Rowley é uma vila localizada no condado de Essex no estado estadounidense de Massachusetts. No Censo de 2010 tinha uma população de 5.856 habitantes e uma densidade populacional de 111,07 pessoas por km².

## Geografia
Rowley encontra-se localizado nas coordenadas 42° 43′ 17″ N, 70° 53′ 12″ O. Segundo o Departamento do Censo dos Estados Unidos, Rowley tem uma superfície total de 52.72 km², da qual 47.15 km² correspondem a terra firme e (10.56%) 5.57 km² é água.

## Demografia
Segundo o censo de 2010, tinha 5.856 pessoas residindo em Rowley. A densidade populacional era de 111,07 hab./km². Dos 5.856 habitantes, Rowley estava composto pelo 97.42% brancos, o 0.29% eram afroamericanos, o 0.02% eram amerindios, o 1.02% eram asiáticos, o 0.07% eram insulares do Pacífico, o 0.38% eram de outras raças e o 0.8% pertenciam a duas ou mais raças. Do total da população o 1.01% eram hispanos ou latinos de qualquer raça.